# Chapmannia sericea
Chapmannia sericea é uma espécie de legume da família Leguminosae.
Apenas pode ser encontrada no Iémen.
O seu habitat natural é: áreas rochosas.